# Peacebuilding

Mapa mostrando a localização das ações de peacebuilding da ONU em 2012

Peacebuilding (traduzido do inglês, "construção da paz") é o termo usado para denominar intervenções que são idealizadas com a finalidade de evitar novos conflitos, criando, assim, uma atmosfera de paz sustentável. Estas intervenções têm, como objetivo, atuar na origem das possíveis causas de  conflitos, no intuito de estabilizar internamente os Estados frente aos fatores econômicos, sociais e políticos.

## Histórico
O sistema internacional, entre o fim da Segunda Guerra Mundial e o início da década de 1990, configurava-se de maneira totalmente diferente da atual, pois apresentava países com ideologia capitalista e outros com ideologia socialista. Com o fim da Guerra Fria, deu-se início à ideia de globalização, a qual acabou por ser uma grande oportunidade para as Nações Unidas entrarem como personagem principal na ideia de manutenção da paz, focando em um objetivo de manter a paz mundial com operações de peacekeeping (manutenção da paz).
O fim da Guerra Fria foi visto como oportunidade de fortalecer uma ideologia de sustentação de paz. A ONU passou a ocupar-se então na diminuição da intensidade dos conflitos intraestratais, principalmente neste inicio de transição de um antigo sistema internacional bipolar capitalista e socialista, para uma nova configuração. Apesar do clima de otimismo por parte da ONU frente ao seu papel de coordenador da paz mundial e da segurança internacional, logo constatou-se a limitação do conceito de peacekeeping, que consiste basicamente no emprego de forças internacionais para impedir confrontos sem, de fato, reconstruir, de maneira sustentável, as condições de paz e segurança em contextos pós-conflito.
Em 1992, a ideia de peacebuilding, definida como "uma ação para identificar, dar apoio, fortalecer e solidificar a ideia de paz, no intuito de evitar possíveis conflitos", começa a ganhar força dentro da ONU (BOUTROS-GHALI, 1992). Tratava-se, assim, de fazer prevalecer a ideia de paz sustentável - e não apenas a ideia de "não guerra". O conceito de peacebuilding ganhou crescente importância dentro da ONU, que em 2005, criou a Comissão para a Construção da Paz, da qual países de maior estabilidade participam para garantir a segurança nacional, o desenvolvimento sustentável e a inclusão social, em países que recentemente saíram de conflitos armados. O Brasil foi eleito, no início de 2014, para participar da Comissão e deverá atuar no desenvolvimento de projetos para países africanos, como Libéria, Serra Leoa ou Guiné-Bissau, entre outros.

## Conceito
Concebido por Johan Galtung, figura seminal na institucionalização dos estudos de paz, o conceito de construção da paz (peacebuilding) evoca uma analogia com a atividade de construção civil, para discutir meios e métodos para se alcançar a paz sustentável. A característica que singulariza a construção da paz em meio a outros instrumentos associados a processos de paz é, portanto, a preocupação com a sustentabilidade de seus resultados, ou seja, com uma superação das causas estruturais de dinâmicas de conflito, conjugada à promoção de condições edificantes de uma paz resiliente no médio e longo prazos. Nesse sentido, uma definição ampla para construção da paz deve incluir toda a vasta gama de esforços, de nível nacional ou comunitário, de diversos tipos de atores (externos e domésticos; de organismos internacionais, governos e sociedade civil) para identificar e superar os gatilhos (triggers), os fatores motivadores (drivers) e, principalmente, as causas profundas (root causes) de dinâmicas de violência, em curso ou no plano potencial, e instituir um ciclo autossustentável de paz e desenvolvimento.
A popularização do conceito de construção da paz ocorreu mais de quinze anos após sua formulação, devido a sua incorporação ao jargão políticodiplomático da ONU, a partir do relatório Uma agenda para a paz, de 1992. Buscando estabelecer uma tipologia temporal de operações de paz e outros instrumentos de resolução de conflitos, o relatório lançou a expressão “construção da paz no contexto pós-conflito” (“post-conflict peacebuilding”), pareando-a com conceitos como diplomacia preventiva, manutenção da paz e imposição da paz, os quais seriam iniciados antes ou durante o conflito. Ao mencionar o “contexto pós-conflito”, o conceito de 1992 estabeleceu uma decalagem entre o entendimento da construção da paz fora e dentro do âmbito onusiano, a qual perdurou até muito recentemente. Em 2016, contudo, foram adotadas resoluções gêmeas da Assembleia Geral das Nações Unidas (AGNU) e do Conselho de Segurança das Nações Unidas (CSNU) reconhecendo a importância de que os esforços de construção da paz sejam adotados crescentemente no contexto de pré-conflito.
O financiamento de uma operação de peacebuilding parte também de uma multiplicidade de atores. Existe um fundo criado para este fim, o Peacebuilding Fund, da ONU, mas ele, sozinho, não é suficiente e, portanto, conta-se com a colaboração de outros fundos, de diversas organizações não governamentais, do Banco Mundial e outros.
Após o mapeamento dos pontos críticos para intervenção, parte-se para a aplicação do plano emergencial. Este plano dura, em média, de seis a nove meses e abrange cinco vertentes:
1 - Reconstrução do setor de segurança, incluindo toda a infraestrutura física do setor de segurança  e  reforma do sistema judiciário. Esta primeira vertente, deve ser obrigatoriamente a primeira a ser aplicada no plano emergencial.
2 - Reconstrução política, mesmo quando já existir um sistema judiciário instituído no país, visando à instituição ou o fortalecimento do estado de direito, de maneira a evitar outras crises. É importante que a nova estrutura ofereça apoio legal ao judiciário.
3 - Fácil acesso às necessidades básicas e serviços - como abastecimento de água, saneamento básico, sistema de saúde e educacional - que garantam o desenvolvimento a longo prazo, considerado como um grande pilar para a paz duradoura.
4 - Reconstrução da estabilidade econômica (que pode ser determinante para a garantia da segurança do Estado) e fomento a processos de inclusão social.
5 - Reconstrução governamental para dar suporte à população, com a criação de agências, secretarias e outros órgãos reguladores.
Atores fundamentais desse processo são os líderes locais (religiosos, comunitários, sindicais e outros).

## Críticas
É muito importante que, nestas operações, exista uma situação de "honra", onde o país afetado deve ser o dono do processo em todos os casos, participando ativamente das tomadas de decisão e atuando como um parceiro das forças de reconstrução. A não ser em casos de extrema gravidade, quando o país é considerado incapaz de se autogerir e a ONU assume papel preponderante. Porém, a participação direta da ONU, e de seus convidados da Comissão para a Construção da Paz, pode, muitas vezes, ser questionada pelos interesses políticos e econômicos que estes atores possam ter no desenvolvimento de um determinado projeto. A participação do país afetado, como dono do processo, pode ser uma incógnita na ideia de até quanto este país terá um poder de decisão sobre o que lhe é de interesse ou não.
Um aspecto importante nestas ações de paz por parte da ONU, está na ausência do uso da força pelos militares que estão sob seu comando. Todo ou qualquer conflito, deve ser resolvido de maneira pacífica e sem o uso de poderio militar para instaurar a paz em um determinado país. Porém, até que ponto o país sob observação poderá confiar nesta ausência de poderio militar quando trata-se de impor a paz em um Estado dominado pelo conflito armado?
As operações de paz da ONU podem ser contestadas, como ocorreu na Bósnia, onde muçulmanos bósnios, croatas e sérvios, disputavam, de maneira intensa, quem dominaria o país. Frente ao conflito que ocorria na região, a ONU resolveu investir na ideia de boicotar a venda de armas, evitando, assim, que a violência aumentasse. Com a violência se intensificando e a estratégia da ONU sendo cada vez menos percebida durante o conflito, a OTAN (Organização do Tratado do Atlântico Norte) e os governos que a compunham, ganham um papel importante e acabam por investir em uma intervenção armada no conflito mas com o uso da força.
O uso de intervenção armada pode ter diferentes causas e acaba por contribuir na ideia de peacebuilding, por mais que contrarie a ideia de instaurar a paz em uma situação de pós-conflito armado. Uma das causas pode ser a legítima defesa e muitas vezes o uso de intervenção armada pode ocorrer em casos extremos, como ocorrido em Ruanda, em um conflito civil de tamanha violência que chegou a ser visto como um genocídio civil.